# Ribaševina
Ribaševina (Servisch cyrillisch Рибашевина) is een plaats in de Servische gemeente Užice. De plaats telt 484 inwoners (2002).